# Blood (album In This Moment)
Blood – czwarty album studyjny amerykańskiego zespołu muzycznego In This Moment. Wydawnictwo ukazało się 14 sierpnia 2012 roku nakładem wytwórni muzycznej Century Media Records. Nagrania były promowane teledyskami do utworów „Blood”, „Adrenalize” i „Whore”.
Album dotarł do 15. miejsca listy Billboard 200 w Stanach Zjednoczonych sprzedając się w nakładzie 20 tys. egzemplarzy w przeciągu tygodnia od dnia premiery.

## Lista utworów
Opracowano na podstawie materiału źródłowego.
| Edycja podstawowa | Edycja podstawowa     | Edycja podstawowa                              | Edycja podstawowa |
| Nr                | Tytuł utworu          | Autorzy                                        | Długość           |
| ----------------- | --------------------- | ---------------------------------------------- | ----------------- |
| 1.                | „Rise with Me”        | Maria Brink, Christopher Howorth, Kevin Churko | 2:07              |
| 2.                | „Blood”               | Brink, Howorth, Churko, Kane Churko            | 3:27              |
| 3.                | „Adrenalize”          | Brink, Howorth, Churko, Mitchell Marlow        | 4:15              |
| 4.                | „Whore”               | Brink, Howorth, Churko                         | 4:05              |
| 5.                | „You're Gonna Listen” | Brink, Howorth, Churko, Churko                 | 3:43              |
| 6.                | „It Is Written”       | Brink, Howorth, Churko                         | 0:30              |
| 7.                | „Burn”                | Brink, Howorth, Churko, Marlow                 | 4:44              |
| 8.                | „Scarlet”             | Brink, Howorth, Churko                         | 3:50              |
| 9.                | „Aries”               | Brink, Howorth, Churko                         | 0:41              |
| 10.               | „From the Ashes”      | Brink, Howorth, Churko                         | 4:26              |
| 11.               | „Beast Within”        | Brink, Howorth, Churko, Churko                 | 3:49              |
| 12.               | „Comanche”            | Brink, Howorth, Churko, Churko                 | 3:17              |
| 13.               | „The Blood Legion”    | Brink, Howorth, Churko, Marlow                 | 4:29              |
| 14.               | „11:11”               | Brink, Howorth, Churko                         | 4:51              |
|                   |                       |                                                | 48:14             |

| Edycja rozszerzona | Edycja rozszerzona               | Edycja rozszerzona                             | Edycja rozszerzona |
| Nr                 | Tytuł utworu                     | Autorzy                                        | Długość            |
| ------------------ | -------------------------------- | ---------------------------------------------- | ------------------ |
| 1.                 | „Rise with Me”                   | Maria Brink, Christopher Howorth, Kevin Churko | 2:07               |
| 2.                 | „Blood”                          | Brink, Howorth, Churko, Kane Churko            | 3:27               |
| 3.                 | „Adrenalize”                     | Brink, Howorth, Churko, Mitchell Marlow        | 4:15               |
| 4.                 | „Whore”                          | Brink, Howorth, Churko                         | 4:05               |
| 5.                 | „You're Gonna Listen”            | Brink, Howorth, Churko, Churko                 | 3:43               |
| 6.                 | „It Is Written”                  | Brink, Howorth, Churko                         | 0:30               |
| 7.                 | „Burn”                           | Brink, Howorth, Churko, Marlow                 | 4:44               |
| 8.                 | „Scarlet”                        | Brink, Howorth, Churko                         | 3:50               |
| 9.                 | „Aries”                          | Brink, Howorth, Churko                         | 0:41               |
| 10.                | „From the Ashes”                 | Brink, Howorth, Churko                         | 4:26               |
| 11.                | „Beast Within”                   | Brink, Howorth, Churko, Churko                 | 3:49               |
| 12.                | „Comanche”                       | Brink, Howorth, Churko, Churko                 | 3:17               |
| 13.                | „The Blood Legion”               | Brink, Howorth, Churko, Marlow                 | 4:29               |
| 14.                | „11:11”                          | Brink, Howorth, Churko                         | 4:51               |
| 15.                | „Closer” (cover Nine Inch Nails) |                                                | 4:50               |
|                    |                                  |                                                | 53:04              |

## Notowania
| Lista                        | Kraj              | Pozycja |
| ---------------------------- | ----------------- | ------- |
| Billboard 200                | Stany Zjednoczone | 15      |
| Billboard Independent Albums | Stany Zjednoczone | 5       |
| Billboard Hard Rock Albums   | Stany Zjednoczone | 1       |
| Billboard Alternative Albums | Stany Zjednoczone | 5       |
| Billboard Tastemaker Albums  | Stany Zjednoczone | 16      |
| Billboard Digital Albums     | Stany Zjednoczone | 8       |
| Billboard Top Rock Albums    | Stany Zjednoczone | 5       |
| Billboard Canadian Albums    | Kanada            | 15      |